# Дињ ле Бен
Дињ ле Бен (фр. Digne-les-Bains) насеље је и општина у Француској у региону Прованса-Алпи-Азурна обала, у департману Горњопровансалски Алпи која припада префектури Дињ ле Бен.
По подацима из 2001. године у општини је живело 17 680 становника, а густина насељености је износила 151 становника/km². Општина се простире на површини од 117,07 km². Налази се на средњој надморској висини од 608 метара (максималној 1.731 m, а минималној 524 m).

## Демографија
| 1962.  | 1968.  | 1975.  | 1982.  | 1990.  | 1999.  | 2001.  | 2011.  |
| ------ | ------ | ------ | ------ | ------ | ------ | ------ | ------ |
| 12.525 | 14.722 | 15.416 | 15.149 | 16.087 | 16.064 | 17.680 | 16.886 |

График промене броја становника у току последњих година

## Партнерски градови
- Бад Мергентхајм
- Боргоманеро
- Douma
- Kamaishi